# Shooter Jennings
Pour les articles homonymes, voir Jennings.
Waylon Albright « Shooter » Jennings (né le 19 mai 1979) est un artiste américain de country musique / rock sudiste. Il est le seul enfant des artistes Waylon Jennings et Jessi Colter. Son deuxième nom (Albright) vient du nom du batteur de son père Richie Albright. Son père le surnomma « Shooter » après qu'à sa naissance il urina sur une infirmière.

## Biographie
Shooter vécut ses premières années dans le tour bus de ses parents souvent partis en tournée. Influencé par le monde musical qui l'entourait, à l'âge de cinq ans il commence la batterie et entre les tournées, il prit des leçons de piano. Il commença la guitare à 14 ans et parfois joua avec le groupe de son père. À l'âge de 16 ans Shooter découvre le rock et notamment le groupe Guns N' Roses qu'il affectionne. Shooter avoua qu'il n'était pas tout de suite fan de country malgré ses parents, il préférait des groupes comme Dire Straits ou AC/DC, il commença à comprendre et aimer la country plus tard, avec George Jones, David Allan Coe, et tous ceux qui étaient dans l'entourage de son père et sa mère. 
Adulte Shooter quitte le Tennessee et Nashville pour s'installer à Los Angeles, là-bas il forma le groupe Stargunn, un groupe de rock sudiste dont le son se compare à Lynyrd Skynyrd se mutant en Guns N' Roses selon Shooter. Le groupe se produisit dans des clubs et bars locaux et se fit une bonne réputation sur la scène californienne et la presse. Mais la scène hollywoodienne commença à ennuyer Shooter qui déclara : « J'essayais d'être un rocker, mais j'étais un country boy qui essayait d'être quelqu'un d'autre ».
Le 30 mars 2003 Shooter dissout le groupe et déménage à New York rejoindre sa petite amie Drea de Matteo (l'une des actrices stars de la série Les Soprano entre autres). L'appel de la musique est plus fort que lui et il retourne à Los Angeles former un nouveau groupe les 357's, et après six semaines en studio, il compose son premier album solo Put the O Back in Country (le « O » est le O de Outlaws, mouvement formé par des chanteurs country comme Waylon Jennings, David Allan Coe, Willie Nelson qui était contre la musique country de Nashville et le politiquement correct) chez Universal South au début 2005.
Durant cette année, Shooter joua le rôle de son père dans le film autobiographique sur Johnny Cash, Walk the Line.
Shooter réalise son second album, Electric Rodeo, en 2006, et son troisième album, The Wolf, en octobre 2007. Ce dernier album marque une influence beaucoup plus ressentie de Lynyrd Skynyrd, avec beaucoup de voix gospel et avec notamment la reprise de Dire Straits, Walk of life, remise à la sauce country.
En novembre 2007 Shooter est devenu père d'une petite fille nommée Alabama Gipsy Rose avec sa petite amie depuis 6 ans Drea de Matteo. Le 7 avril 2011, nait leur second enfant, un petit garçon nommé Waylon.
Le 21 octobre 2008, sort l'album Waylon Forever compilation de chanson inédites Waylon Jennings, que Shooter a enregistrées avec son groupe.
Il aidera à composer et produire l'album de rock gothique et industriel "We Are Chaos" de Marilyn Manson sorti en septembre 2020; il sera relativement bien accueilli par la critique.  

## Anecdotes
- Shooter a une passion pour les armes à feu.
- Lors de concert ou de représentation, il porte souvent des t-shirts à l'effigie de Waylon Jennings, David Allan Coe ou les autres icônes de la musique outlaws.
- Shooter trouve qu'il n'y a plus de vrai artiste dans la musique country actuelle.
- George Jones fait une apparition sur l'album Put the O back in country.
- La chanson préférée de tous ces albums est Solid Country Gold
- Les influences de Shooter sont : George Jones, Lynyrd Skynyrd, Led Zepplin, Traffic, Mars Volta, The White Stripes, Lee Ann Womack, Aerosmith.
- Hank Williams Jr. fait aussi une apparition sur l'album Put the O back in country, mais il ne chante pas, en fait il apparaît sous forme de message téléphonique (qui est un vrai message laissé par Hank) où il explique qu'il ne peut apparaître sur l'album parce qu'il doit juger avec le président des États-Unis l'élection de "Miss Nude USA" (c'est-à-dire l'élection de Miss nue USA!).
- La chanson "Busted in Baylor County" serait une histoire vraie selon Shooter.
- The Oak Ridge Boys font une apparition sur l'album "the Wolf" sur la chanson "slow train".
- Selon Shooter, l'un des meilleurs conseils de son père a été « N'essaye pas d'être quelqu'un d'autre, parce que tu ne seras jamais personne d'autre, seulement toi-même »
- Shooter est un fan de la musique country des années 70.
- Il aime chercher des anciens jeux d'arcade sur eBay.
- Shooter auditionna pour joindre le groupe Velvet Revolver (formé des membres de Guns N' Roses) et participa à plusieurs concerts. Mais à la fin de cette expérience, il en eut assez du rock'n'roll.
- Shooter porte comme tatouage les lettres "CBCS" sur son bras (Country Boy Can Survive, la chanson de Hank Williams Jr.), il porte aussi le nom de sa mère "Jessi Colter" et un grand pistolet sur son autre bras, et aussi le W de Waylon Jennings son père.
- Waylon Jennings se serait fait percer les oreilles à 60 ans, pour faire comme son fils, et depuis ce jour Shooter les portes toujours à ses oreilles.
- Sa petite amie Drea de Matteo (et mère de sa fille) et sa mère Jessi Colter apparaissent dans le clip "Walk of life" de l’album "The Wolf".
- Le clip de la chanson "It Ain't Easy" a été tourné dans la maison de Shooter à Los Angeles.
- Shooter et les 357's feront une apparition dans l'un des épisodes des Experts (ou CSI: Crime Scene Investigation pour les américains), ils joueront leurs propre rôles lors du "rodeo week" dans un honky-tonk bar, et joueront les chansons "This Ol' Wheel" et "Higher".
- En 2013, Shooter Jennings a produit "Silent Queen", le premier album du groupe français Tsar Bomba.
- Lui et Charles M. Green sont de très bons amis,et Charles,ou Angry Grandpa,a fait des vidéos avec lui. Shooter a également envoyé des cadeaux à Angry Grandpa. Selon Angry Grandpa,ils gardent contact et se parlent sur une base régulière.

## Discographie
- "Bad Magick: The Best Of Shooter Jennings & 357'S" sortie prévue le 24 mars 2009.
- "Waylon Forever" 2008
- "Wolf" 2007
- "Live at Irving Plaza" 2006
- "Electric Rodeo" 2006
- "Put the O back in country" 2005